# Cornutidion elongatum
Cornutidion
Genre
Espèce
Cornutidion elongatum, unique représentant du genre Cornutidion, est une espèce fossile d'araignées aranéomorphes de la famille des Theridiidae.

## Distribution
Cette espèce a été découverte dans de l'ambre de la République dominicaine. Elle date du Néogène.

## Publication originale
- (en) Jörg Wunderlich, Die fossilen Spinnen im dominikanischen Bernstein., vol. 2, coll. « Beiträge zur Araneologie », 1988, 1–378 p..